# Никола Мусулин
Никола Мусулин (Поток Мусулински код Огулина, 1824 — Београд, 15. март 1903) био је српски богослов, учитељ и песник.
Био је један од ретких обучених учитеља у Призрену у периоду од 1856. до 1859. године. Мусулин је 1859. године донео Душанов законик на Косово и Метохију, који се данас налази у Народном музеју у Београду.

## Биографија
Мусулин је био син српског трговца из Скадра, Михаила и мајке Анђелије. Рођен је 1824. или 1827. године. Школовао се у манастиру Гомирју и Гргетегу, а потом је завршио богословију Светог Арсенија у Сремским Карловцима. Одрастао је у месту које је представљало војну крајину, између Османског и Хабзбурзшког царства. Од ране младости читао је поезију, а нарочито дела Петра II Петровића Његоша и Бранка Радичевића.
У Сремским Карловцима се школовао за учитеља, уместо да постане свештеник. Током студија је променио професију, писао песме и прозне чланке у разним часописима и новинама. Након дипломирања 1856. године отишао је у Призрен где је отворио прву модерну световну школу. Призрен је имао основну школу за девојке, коју је основала Анастасија Ајнаџина, 1836. године. Рад Ајнаџине и Мусулина инспирисао је њихове колеге учитеље да следе њихове кораке. Учитељ Милан Ковачевић отворио је световну школу у Приштини, док је Сава Дечанац отворио основну школу у Пећи.
Мусулин је 1862. године напустио Стару Србију како би предавао на Цетињу.
Песма о Грахову и други фрагменти његове поезије и прозе били су познати неколицини много пре објављивања. Аутор је дела До зоре (1863.), Правда и слобода или Тестамент владике Његуша (1897). Као писац објавио је књиге Може ли се помоћи нашем народу у Старој Србији, у којој је још једном показао своју велику везаност за отаџбину, као и књигу За краља и отаџбину.